# تی‌اس لدا
تی‌اس لدا (به انگلیسی: TS Leda) یک کشتی بود که طول آن ۱۳۳٫۵۱ متر (۴۳۸ فوت ۰ اینچ) بود. این کشتی در سال ۱۹۵۲ ساخته شد.